# Для тех, кто видит сны. Vol.1
«Для тех, кто видит сны. Vol.1» — четвёртый студийный альбом группы «Оргия Праведников». Был записан и сведён на студии Just Studio в Москве в 2009 году. Звукорежиссёр — Андрей Равин, сведение — Юрий Богданов. Презентация альбома прошла 19 февраля 2010 года, в клубе «Точка», запись концерта-презентации позднее была издана как концертный альбом Вперёд и вверх.

## История создания
По словам Сергея Калугина, название альбома является отсылкой на альбомы Для тех, кто свалился с луны (группа Алиса) и Зачем снятся сны? (группа Гражданская оборона) «Для тех, кто видит сны. Vol.1» стал первым альбомом, записанным «Оргией Праведников» на собственной студии. Сведение альбома было завершено 27 января 2010 года — в день смерти Джерома Сэлинджера (песня «The Catcher in the rye» названа в честь его романа, переведённого на русский язык как Над пропастью во ржи). Это первый студийный альбом группы, не содержащий одноимённой альбому инструментальной композиции.
Песня «Путь во льдах» основана на поэме Цахариаса Вернера «Гиперборея» об арктической экспедиции тевтонских рыцарей. Песня «Белое на белом» посвящена современному художнику-импрессионисту Валентину Массову.
Альбом вышел в продажу 19 февраля 2010 года, а через два дня после этого был с разрешения группы опубликован на торрент-трекере rutracker.org. Изначально музыканты очень высоко оценивали качество студийной работы, однако альбом собрал немало критических отзывов, касающихся не содержания, а качества сведения и мастеринга, и под их давлением группа согласилась на ремастеринг, вновь выполненный Юрием Богдановым. В дальнейшем издавался только второй вариант мастеринга.

## Издание
Альбом был издан в трёх вариантах: в виде стандартного сидибокса, диджипака, и — в 2016-м году — двойного альбома (вместе с «Для тех, кто видит сны. Vol.2»).
Дизайн буклета и обложки выполнил Александр Уткин. Использованы фотографии Кирилла Санталова.

## Альбом за границей
Лейблом Электрошок был выпущен ограниченный тираж альбома (в новом мастеринге) с буклетом на английском языке, распространённый среди музыкальных критиков в США, Великобритании и других странах. Альбом получил некоторое количество положительных отзывов, но в ротацию радиостанций не попал и в продажу заграницей так и не вышел.

## Участники записи
Группа Оргия Праведников:
- Сергей Калугин — акустическая гитара, вокал, бэк-вокал («Скименъ»)
- Алексей Бурков — электрогитара, мандолина, бэк-вокал, перкуссия, клавишные
- Юрий Русланов — флейты, клавишные, бэк-вокал, акустическая гитара, варган, перкуссия
- Артемий Бондаренко — бас-гитара, клавишные, вокал («Скименъ»), бэк-вокал, акустическая гитара, перкуссия
- Александр Ветхов — ударные, перкуссия

А также:
- Данила Машкин — альт («Дорога Ворона», «Белое на белом»)
- Анастасия Якушина — скрипка («Дорога Ворона», «Белое на белом»)
- Ирина Вылегжанина — виолончель («Скименъ», «Вперёд и вверх», «Дорога Ворона», «Белое на белом», «Путь во льдах»)
- Елена Юркина — вокал-сопрано («The Catcher in the rye», «Школа мудрости», «Вперёд и вверх»)
- Нарул Тойкенов — вокал-тенор («The Catcher in the rye», «Огонь и Я»)
- Александр Миткевич (группа Tintal) — труба, флюгельгорн («Гимн», «Путь во льдах», «The Catcher in the rye»), бэк-вокал («Путь во льдах»)
- Ярослав Волковысский — труба («Огонь и Я»)
- Алексей Панкратов — тромбон («Огонь и Я»)
- Сергей Лупол — альт-саксофон («Огонь и Я»)
- Сергей Любавин (группа Кувалда) — вокал («Школа мудрости»)
- Андрей Равин — перкуссия («Скименъ», «Вперёд и вверх»), акустическая гитара («The Catcher in the rye»)
- Александр Макаров-Мельников (группа Корни озёр) — бубен («Дорога Ворона»)

## Список композиций
1. Гимн (6:05)
2. Школа мудрости (3:29)
3. The catcher in the rye (5:00)
4. Белое на белом (3:53)
5. Путь во льдах (4:32)
6. Дорога Ворона (5:13)
7. По тонкому льду (5:16)
8. Огонь и Я (Phoenix) (3:11)
9. Скименъ (Крепка яко смерть любы) (3:38)
10. Вперёд и вверх (Для тех, кто видит сны) (5:43)